# Selasphorus flammula
Selasphorus flammula là một loài chim trong họ Trochilidae.
Loài chi này chỉ sinh sản ở vùng núi của of Costa Rica và Chiriqui, Panama.
Chim đặc hữu nhỏ bé này sống ở các khu vực cây bụi mở, Páramo, và các cạnh của rừng lùn ở độ cao từ 1.850 m đến đỉnh cao nhất. Nó chỉ dài 7,5 cm. Chim trống nặng 2,5 g còn chim mái nặng 2,8 g. Mỏ màu đen ngắn và thẳng.
Chim mái hoàn toàn đảm trách việc xây tổ và ấp trứng. Loài chim này ăn mật hoa lấy từ nhiều loại hoa nhỏ, bao gồm Salvia, Fuchsia và các loài thụ phấn nhờ côn trùng thường. Cũng giống như loài chim ruồi khác, loài chim ruồi này cũng ăn một số loài côn trùng nhỏ như là một nguồn protein quan trọng.